# Židovský hřbitov v Horažďovicích
Nový židovský hřbitov v Horažďovicích leží na severním okraji města Horažďovice mezi silnicemi na Velký Bor a Svéradice v ulici Odbojářů. Jedná se pozemkovou parcelu číslo 766 na katastrálním území města patřící k majetku české Federace židovských obcí.
V areálu se vstupy ze severní a západní strany se do dnešní doby dochovalo téměř 400 náhrobků. Zajímavostí je stéla s textem ve třech jazycích - česky, německy a hebrejsky. Západní ohradní zeď byla nahrazena kovovým plotem a od něj stojí směrem k východní straně hřbitova několik stromořadí. Hřbitovní domek - márnice u hřbitova se přestavěl k rekreačním účelům. V Západočeském muzeu v Plzni je vystavena dřevěná stéla pocházející z nového hřbitova datovaná 1915.

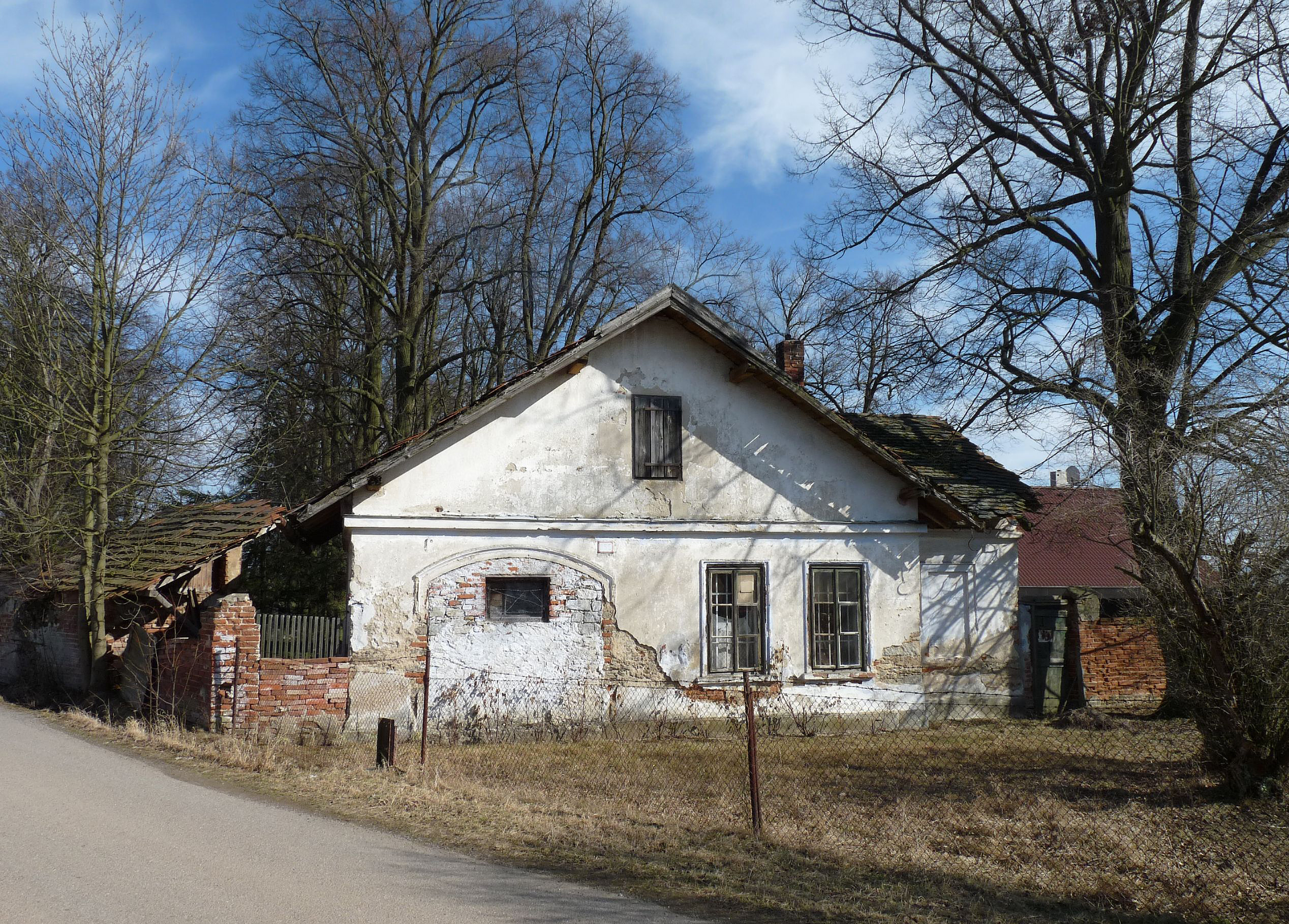
Hřbitovní domek

Poslední obřad zde proběhl roku 1960. V jižní části areálu je umístěn pomník obětem nacismu. Hřbitov je zamčený, ale nízká zídka umožňuje přístup. Starý židovský hřbitov ve městě, existující od 15. do 19. století nedaleko synagogy, byl přeměněn na zahrady, náhrobky však byly přestěhovány do nového areálu včetně nejstaršího čitelného z roku 1684. Na místě bývalé synagogy je umístěna pamětní deska připomínající její existenci.